# Comenius-EduMedia-Award
Der Comenius-EduMedia-Award  (auch kurz: Comenius-Award) wird seit  1995 jährlich von der Gesellschaft für Pädagogik, Information und Medien (GPI) verliehen. Mit der Auszeichnung fördert die GPI vor allem pädagogisch, inhaltlich und gestalterisch herausragende didaktische Multimedia-Produkte. Preisträger sind in der Regel Verlage bzw. Einrichtungen, die das Medienprodukt entwickeln, herstellen und vertreiben. Die Auszeichnung ist ein Ehrenpreis und nicht mit einer finanziellen Zuwendung verbunden.

## Kategorien
Die Comenius-EduMedia-Auszeichnungen werden in Form des Comenius-Siegel und der Comenius-Medaille in folgenden Kategorien vergeben: 
- Didaktisches Multimediaprodukt (DMP)
- Allgemeines Multimedia-Produkte (AMP)
- Lehr- und Lernmanagementsystem (LMS)
- Computerspiele mit kompetenzförderlichen Potenzialen (CKP).

## Begutachtung und Nominierung
Zur Ermittlung der Comenius-EduMedia-Auszeichnungen wendet die GPI ein zweistufiges Vergabeverfahren auf Grundlage eines Kriterienkataloges an:
1.	Stufe: Comenius-EduMedia-Siegel (Begutachtung und Zertifizierung durch Institut für Bildung und Medien der GPI und durch die Gutachter der GPI-Jury - Rating)
2.	Stufe: Comenius-EduMedia-Medaille (Entscheidung über Verleihung der Comenius-EduMedia-Medaille durch die GPI-Jury zusammengesetzt aus GPI-Vorstandsmitgliedern, GPI-Kuratoren und GPI-Länderbeauftragten - Ranking).